# Hemispragueia
Hemispragueia từng là một chi bướm đêm thuộc họ Noctuidae, hiện tại được coi là đồng nghĩa của Tarache.

## Former species
- Hemispragueia idella Barnes, 1905